# Talais

Talais este o comună în departamentul Gironde din sud-vestul Franței. În 2009 avea o populație de 649 de locuitori.

## Evoluția populației
| An        | 1975 | 1982 | 1990 | 1999 | 2006 | 2009 |
| --------- | ---- | ---- | ---- | ---- | ---- | ---- |
| Populație | 566  | 542  | 599  | 547  | 619  | 649  |